# Jaidhof
Jaidhof osztrák község Alsó-Ausztria Kremsvidéki járásában. 2025 januárjában 1225 lakosa volt. 

## Elhelyezkedése

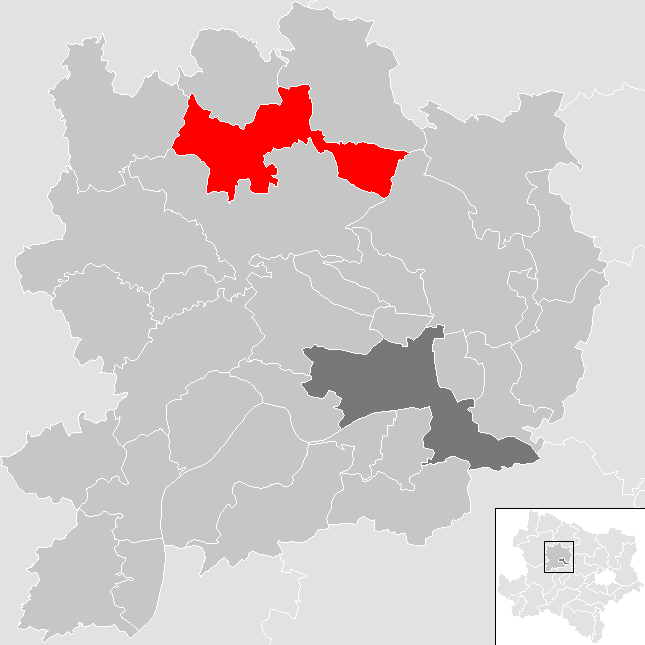
Jaidhof a Kremsvidéki járásban

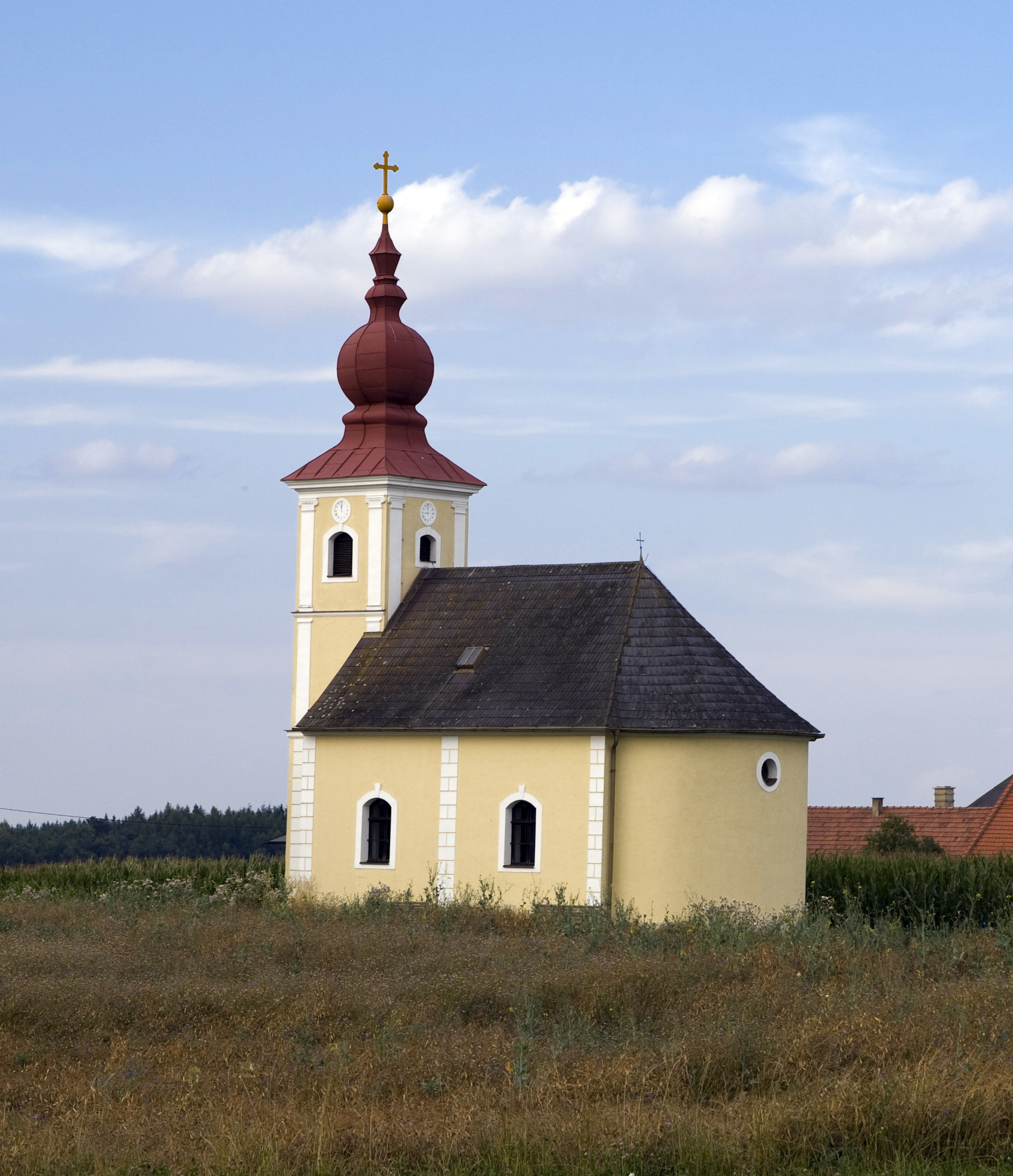
Az eisengraberamti Szentháromság-kápolna

Jaidhof a tartomány Waldviertel régiójában fekszik. Területének 45,7%-a erdő, 49,1% áll mezőgazdasági művelés alatt. Az önkormányzat 5 települést egyesít: Eisenbergeramt (242 lakos 2025-ben), Eisengraben (288), Eisengraberamt (227), Jaidhof (383) és Schiltingeramt (85).
A környező önkormányzatok: északra Krumau am Kamp és Sankt Leonhard am Hornerwald, délkeletre Langenlois, délre Gföhl, nyugatra Rastenfeld.

## Története
Jaidhofot 1381-ben említik először írásban Jaedthoff néven (jelentése vadászház). A környező Gföhlerwald erdeje sokáig lakatlan maradt, csak az újkorban kezdték fokozatosan benépesíteni és kiirtani az Alpokból, valamint Bajorországból, Svábföldről, Pfalzból és Csehországból favágók, szénégetők és pásztorok. A szétszórtan elhelyezkedő tanyákat a 18. században közigazgatási hivatalokba csoportosították. A régió főerdésze az osztrák herceg tulajdonában lévő Jaidhofban élt. Az épületet a 14. században Hans von Pölla fejlesztette uradalmi székhellyé. Ezt követően gyakran váltakoztak a tulajdonosok. Az egyszerű épületet a 17. században Georg Ludwig von Sinzendorf gróf bővíttette ki és alakíttatta át kastéllyá. 1800 körül klasszicista stílusban alakították át, 1884-ben pedig akkori tulajdonosa, Isak Wolf von Gutmann szintén átépíttette a kastélyt. 
Jaidhof 1991-ben kapta a címerét. 

## Lakosság
A jaidhofi önkormányzat területén 2025 januárjában 1225 fő élt. Lakosságszáma 1991 óta enyhén gyarapodó tendenciát mutat. 2022-ben az ittlakók 94,6%-a volt osztrák állampolgár; a külföldiek közül 1,3% a régi (2004 előtti), 0,2% az új EU-tagállamokból érkezett. 0,1% a volt Jugoszlávia (Horvátország és Szlovénia kivételével) vagy Törökország; 3,8% egyéb ország polgára volt. 2001-ben a lakosok 95,9%-a római katolikusnak, 0,6% evangélikusnak, 0,1% ortodoxnak, 2,2% pedig felekezeten kívülinek vallotta magát. Ugyanekkor csak német anyanyelvűek éltek a községben. 
A népesség változása:
| Lakosok száma | 1142 | 1202 | 1225 |
|               | 2005 | 2016 | 2018 |

## Látnivalók
- a jaidhofi kastély